# Gouvernement Piotrków
Het gouvernement Piotrków (Russisch: Петроковская губерния, Petrovskaja goebernija, Pools: Gubernia piotrkowska) was een gouvernement (goebernija) van Congres-Polen. De hoofdstad van het gouvernement was Piotrków Trybunalski.

## Geschiedenis
Het gouvernement Piotrków ontstond in 1867 uit delen van het gouvernement Radom en het gouvernement Warschau. In 1917 ging het gouvernement Piotrków op in de Regentschapskoninkrijk Polen.